# The Irritating Maze
The Irritating Maze (Uchan Nanchan no Hono'o no Challenger: Ultra Denryu Iraira Bou, El Laberinto Irritante) es un videojuego del tipo reflexión y laberinto desarrollado por Saurus y editado por SNK en 1997 para Neo-Geo MVS (NGM 236).

## Curiosidades
- Al inicio del juego "The irritating Maze", se advierte que las personas con problemas cardiacos o las mujeres embarazadas, no deberían jugarlo.